# فيلجويف
فيلجويف (بالفرنسية: Villejuif) هي مدينة فرنسية تقع في الضواحي الجنوبية لمدينة باريس. وهي تبعد 7 كم عن مركز باريس

## توأمة
لفيلجويف اتفاقيات توأمة مع كل من:
- نويبراندنبورغ
- يامبل
- ميراندولا
- دوناوجفاروس
- فيلا فرانكا دي إكسيرا

## أعلام
- جون محمد بن عبد الجليل
- جاك بوريل
- سيليستين ديلمر
- فرنك بونيت
- علي زعموم

## وصلات خارجية
- الموقع الرسمي نسخة محفوظة 19 يوليو 2011 على موقع واي باك مشين.